# Balázs Csongor
Balázs Csongor (Csíkszereda, 1985. december 14. –) magyar színész.

## Életpályája
Csíkszeredán született, 1985. december 14-én. A Kájoni János Kereskedelmi Iskolaközpontban érettségizett. Színészi tanulmányait 2004 és 2008 között Békéscsabán, a Színitanházban folytatta. Itt Karczag Ferenc és Tege Antal voltak a mesterei. Színészként a Békéscsabai Jókai Színház tagja és játszik a Békéscsabai Napsugár Bábszínházban is.

## Fontosabb színházi szerepei
- William Shakespeare: Rómeó és Júlia... Őr
- Stendhal: Vörös és fekete... Norbert (Julien Sorel testvére)
- Alexandre Dumas – Pozsgai Zsolt – Szomor György: Monte Cristo grófja... Bonifacio; Jacopo
- E. T. A. Hoffmann – Szurdi Miklós – Szomor György: Diótörő és egérkirály... Diótörő, Karl
- Bertolt Brecht: Állítsátok meg Arturo Uit!... Orvos
- Friedrich Dürrenmatt: Az öreg hölgy látogatása... A kényelmetlenek
- Békés Pál: Egy kis térzene... Süket úr; Gyula, Szódás
- Sütő András: Egy lócsiszár virágvasárnapja... Várkatona
- Tamási Áron: Ősvigasztalás... három legényke, törvénybírák, csendőrők, nép
- Tamási Áron: Énekes madár... Préda Máté
- Fejes Endre – Presser Gábor: Jó estét nyár, jó estét szerelem... Sofőr
- Szabó Magda: Születésnap... Sós Tibor, fiatal mérnök
- Spiró György: Csirkefej... Srác; Apa; Törzs
- Pozsgai Zsolt: A Szellemúrnő (Ábránfy Katalin)... Zelen Benedek, Zsófia fiatalkori szerelme
- Pozsgai Zsolt – Gömöry Zsolt: Cinderella – Mese az elveszett cipellőről és a megtalált boldogságról... Albert herceg
- Bartus Gyula: Lovak... Első kétlábú
- Bartus Gyula: Életek árán... Angyal István
- Alan Jay Lerner – Frederick Loewe: My Fair Lady... Freddy Eynsford-Hill
- Boldizsár Miklós – Szörényi Levente – Bródy János: István a király... Regös, Krónikás
- Gulyás Levente – Szente Béla: A kolozsvári bíró... Mátyás király
- Szente Béla: Szárnyad árnyékában... Oravecz Pavel
- Wass Albert: Tizenhárom almafa... Birtalan; Hadnagy